# Мастенбрук, Йоханнес Христоффел Ян
Йоханнес Христоффел Ян Мастенбрук (нидерл. Johannes Christoffel Jan Mastenbroek; 5 июля 1902, Дордрехт — 23 мая 1978, Энсхеде) — главный тренер сборной Голландской Ост-Индии на чемпионате мира 1938 во Франции.

## Биография
Родился в июле 1902 года в Дордрехте. Отец — Клас Мастенбрук, был родом из Барендрехта, мать — Говердина Раквитс, родилась в Дордрехте. Родители поженились в апреле 1897 года в Дордрехте. В их семье воспитывался ещё старший сын Ян Йоханнес Христоффел, родившийся в апреле 1898 года.
Был женат дважды. В первый раз женился в возрасте двадцати двух лет — его супругой стала 18-летняя Йоханна Хендрика ван ден Бовенкамп, уроженка Хенгело. Их брак был зарегистрирован 27 ноября 1924 года в Хенгело. В 1927 году у пары родилась дочь по имени Йоханна Гердина. Брак завершился разводом.
В 1938 году являлся главным тренером сборной Голландской Ост-Индии на чемпионат мира, который проходил во Франции и стал первым мундиалем для Голландской Ост-Индии и Индонезии в истории. На чемпионат мира команда попала в связи отказом участвовать на турнире сборной Японии. Сборная Голландской Ост-Индии сыграла одну игру в рамках 1/8 финала, в котором она уступила будущему финалисту турнира Венгрии со счётом (6:0).
Во второй раз женился 24 июля 1941 года в Бандунге — его супругой стала 26-летняя Йоханна Элизабет Элеонора ван дер Линде, уроженка Утрехта.
Умер 23 мая 1978 года в Энсхеде в возрасте 75 лет.